# عادل عبد المقصود عفيفي
عادل عبد المقصود عفيفي (ولد في القاهرة في 17 مارس 1945
)
هو لواء شرطة مصري والمساعد الأسبق لوزير الداخلية. وهو أيضا سياسي حيث أسس وترأس حزب الفضيلة السلفي ثم بعدها أعلن انشقاقه وقام بتأسيس حزب الأصالة وأصبح رئيسا له منذ تأسيسيه في يوليو 2011 وإلى 4 يناير 2013.
كما مثل عفيفي المركز الدولي لتنمية سياسات الهجرة (بالإنجليزية: ICMPD)‏ في مصر منذ 2005 وحتى 2008.
وهو أخو الشيخ السلفي الدكتور محمد عبد المقصود عفيفي. وله مقالات في جريدة المصريون.

## التعليم
تخرج عادل عبد المقصود في كلية الشرطة عام 1967 وحصل على ليسانس الحقوق والشرطة بتقدير جيد. ثم حصل على ماجستير في علوم الشرطة من أكاديمية الشرطة وكذلك ماجستير في الحقوق بتقدير ممتاز من جامعة القاهرة. كما حصل على دكتوراه في الحقوق بتقدير جيد جداً مع مرتبة الشرف من جامعة عين شمس مع التوصية بتبادل الرسالة مع الجامعات الأجنبية وطبعها ونشرها على نفقة الدولة. وحصل على ليسانس الموسيقى من المجلس المتحدة للكليات والأكاديميات الملكية بإنجلترا عام 1975.[بحاجة لمصدر]

## العمل في وزارة الداخلية
عمل عادل عبد المقصود بمديرية أمن الإسماعيلية منذ 1967 إلى 1969 ثم في مصلحة الجوازات والهجرة والجنسية من رتبة ملازم أول حتى رتبة لواء من 1969 إلى 2002 وكان مدير المصلحة من 1997 إلى 2002. وتم تعيينه مساعدًا لوزير الداخلية لقطاع أمن المنافذ من 2002 إلى 2005.
كما مثل المركز الدولي لتنمية سياسات الهجرة (بالإنجليزية: ICMPD)‏ في مصر منذ 2005 وحتى 2008. وهو عضو المجلس المصري الأوروبي، ومقرر لجنة الهجرة به.

## العمل السياسي
شرع عادل عبد المقصود بعد نجاح ثورة 25 يناير في تأسيس ورئاسة حزب الفضيلة الإسلامي الذي يرتكز على المنهج السلفي. ولكنه قرر هو وعدد من أعضاء المكتب السياسي انسحابهم من الحزب في يوليو 2011 بداعي وجود "مؤامرة لتحويل مبادئه إلى أفكار متشددة"، وقرروا تأسيس حزب جديد باسم حزب الأصالة. ترأس عبد المقصود الحزب الجديد منذ تأسيسه وحتى 4 يناير 2013 عندما أقيمت انتخابات داخلية للحزب فاز فيها إيهاب شيحة برئاسة الحزب بعد حصوله على 179 صوت مقابل 13 صوت لعبد المقصود الذي حل ثانيًا. وحينما كان رئيسا لحزب الأصالة، تم أنتخابه نائبًا عن دائرة القاهرة الثانية - مدينة نصر في انتخابات مجلس الشعب المصري 2011-2012، وهو المجلس الذي حُل في يونيو 2012. وكان عبد المقصود من ضمن الأعضاء الذين عينهم الرئيس محمد مرسي في مجلس الشورى في ديسمبر 2012.

## مؤلفاته
- الحقوق السياسية والقانونية للمهاجرين ومزدوجى الجنسية - رسالة ماجستير في الحقوق 2002
- إثبات الجنسية في النظام القانوني المصري – دراسة مقارنة، رسالة دكتوراه 2005
- البهائية عقيدة صهيونية - 2010

## الجوائز والأوسمة
أخصها ما يلي:
- وسام الجمهورية من الطبقة الثانية بقرار من محمد حسني مبارك، رئيس الجمهورية عام 2005
- نوط الامتياز من الطبقة الأولى بقرار من محمد حسني مبارك، رئيس الجمهورية عام 2001
- درع من وزارة العدل المصرية لدوره في مباحثات تنفيذ حكم محكمة التحكيم الدولية في قضية طابا عام 1989
- شهادة تقدير من ممثل المفوضية السامية للاجئين بالأمم المتحدة لدوره البارز في قضايا اللاجئين.
- جائزة الشرف ولقب رجل العام في السويد عام 2001.